# Kunzeana lenta
Kunzeana lenta är en insektsart som först beskrevs av Mcatee 1926.  Kunzeana lenta ingår i släktet Kunzeana och familjen dvärgstritar. Inga underarter finns listade i Catalogue of Life.